# Арт Гарфънкъл
Артър Айра „Арт“ Гарфънкъл (на английски: Arthur Ira 'Art' Garfunkel) (роден на 5 ноември 1941 г.) е американски певец и поет, носител на награди Грами, както и актьор, номиниран за Златен глобус. Известен е най-вече като едната половина от дуета Саймън и Гарфънкъл.

## Дискография
Самостоятелни студийни албуми
- Angel Clare (1973)
- Breakaway (1975)
- Watermark (1977)
- Fate for Breakfast (1979)
- Scissors Cut (1981)
- The Animals' Christmas (with Amy Grant) (1985)
- Lefty (1988)
- Songs from a Parent to a Child (1997)
- Everything Waits to Be Noticed (with Maia Sharp and Buddy Mondlock) (2002)
- Some Enchanted Evening (2007)